# Francisco Fadul
Francisco José Fadul (nacido el 15 de diciembre de 1953) es un político de Guinea-Bisáu, primer ministro del país desde el 3 de diciembre de 1998 hasta el 19 de febrero de 2000. Presidente del Partido Socialdemócrata Unido.

## Carrera
Asumió el cargo de primer ministro en un gobierno de unidad nacional el 3 de diciembre de 1998. El gobierno se formó bajo el acuerdo del 1 de noviembre de 1998 en Abuya, que puso fin al golpe militar de junio de 1998 contra el presidente João Bernardo Vieira. Anteriormente, Fadul había sido asesor político del general Ansumane Mané, líder del alzamiento contra el presidente Vieira. El 19 de febrero de 1999, se llevó a cabo el juramento oficial del gobierno del Primer Ministro Fadul, integrado por cinco ministros nombrados por Vieira y cuatro nombrados por el General Mane.
Después de las elecciones presidenciales de enero de 2000, ganadas por Kumba Ialá, el nuevo presidente nombró el 19 de febrero de 2000 como sucesor de Fadul a Caetano N'Tchama.
El 18 de diciembre de 2002, Fadul fue elegido presidente del Partido Socialdemócrata Unido. Participó en las elecciones presidenciales del 19 de junio de 2005, en las que terminó cuarto con el 2.85% de los votos.